# Rundfunkjahr 1944

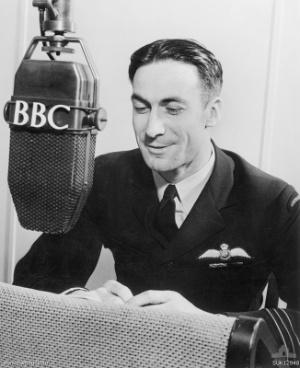
Zugführer Charles Scherf, ein australisches „Fliegerass“ des Zweiten Weltkrieges, beschreibt seine Eindrücke im Radio (BBC)

Liste der Rundfunkjahre

◄◄ | ◄ | 1940 | 1941 | 1942 | 1943 | Rundfunkjahr 1944 | 1945 | 1946 | 1947 | 1948 | ► | ►►

Weitere Ereignisse

## Allgemein
- 28. Januar – Die Rote Armee befreit das seit September 1941 von der Wehrmacht belagerte Leningrad.
- 4. Juni – Die Wehrmacht zieht sich aus Rom zurück.
- 6. Juni – Operation Overlord: über 1,5 Millionen Soldaten der alliierten Streitkräfte überqueren den Ärmelkanal und landen in der Normandie.
- 20. Juli – Ein Attentat auf Adolf Hitler scheitert – ein im militärischen Widerstand sorgfältig geplanter Staatsstreich (Unternehmen Walküre) bricht in den Stunden danach in sich zusammen.
- 23. Juli – Befreiung des Vernichtungslagers Majdanek.
- 25. August – Paris wird von den alliierten Streitkräften befreit, in Griechenland beginnt die Wehrmacht mit ihrem Rückzug.

## Hörfunk
- 27. Februar – Das BBC General Forces Programme löst das bisherige BBC Forces Programme ab.
- 7. März – Die Reihe Columbia Presents Corwin, moderiert von Norman Corwin, hat ihre Premieren auf CBS.
- 5. Juni – In der 29. und vorletzten Ausgabe seiner Kamingespräche (Fireside Chats) äußert sich US-Präsident Franklin D. Roosevelt zur Befreiung von Rom (On the Fall of Rome).
- 12. Juni – In der 30. und letzten Ausgabe der Kamingespräche äußert sich Roosevelt zu Kriegskrediten (Opening Fifth War Loan Drive).
- 25. August – Kurz nach der Befreiung von Paris hält Charles de Gaulle vom Balkon des Pariser Rathauses eine Rede an die Bevölkerung, worin er das berühmt gewordene Zitat: Paris outragé! Paris martyrisé! Mais Paris liberté! (Geschändetes Paris! Gemartertes Paris! Aber befreites Paris!) formuliert. Die Stellungnahme wird wenig später für den Hörfunk von de Gaulle improvisiert wiederholt.
- 6. Dezember – Der in Luxemburg stationierte Sender 1212 der US-amerikanischen Armee geht auf Sendung.

## Fernsehen
- 16. August – Der Fernsehsender Paris stellt sein Programm ein. Am gleichen Tag führt der schottische Fernsehpionier John Logie Baird eine von ihm entwickelte Farbfernsehröhre vor.

## Geboren
- 31. Januar – Heidi Mahler, deutsche Schauspielerin, wird in Hamburg geboren. Sie ist vor allem durch die zahlreichen Übertragungen aus dem Hamburger Ohnsorg-Theater bekannt geworden.
- 14. Februar – Ros Drinkwater, britische Schauspielerin, Tänzerin und Fotojournalistin, wird in Glasgow geboren. Sie ist vor allem als weibliche Hauptdarstellerin aus der deutsch-britischen Fernsehserie Paul Temple bekannt geworden.
- 14. Februar – Peter Rapp, österreichischer Fernsehmoderator, wird in Wien geboren († 2025).
- 2. März – Uschi Glas, deutsche Schauspielerin, wird in Landau an der Isar geboren.
- 4. Mai – Monica Bleibtreu, österreichische Schauspielerin, wird in Wien geboren. Bleibtreu wird in zahlreichen Fernsehproduktionen, darunter in der Rolle der Katia Mann in Die Manns – Ein Jahrhundertroman (2001) zu sehen sein († 2009).
- 25. Mai – Frank Oz, britischer Regisseur und Puppenspieler, wird in Hereford geboren. Oz entwickelte gemeinsam mit Jim Henson die erfolgreichen Puppenspielserien Sesamstraße und die Muppet Show.
- 9. August – Astrid Frank, deutsche Schauspielerin, wird in Berlin geboren.
- 16. September – Herma Koehn, deutsche Schauspielerin und Hörspielsprecherin, wird in Kleinheubach geboren. Sie ist vor allem durch die zahlreichen Übertragungen aus dem Hamburger Ohnsorg-Theater bekannt geworden.
- 25. Dezember – Kenny Everett (eigentlich Maurice Cole), britischer Radio-DJ und Fernsehentertainer, wird in Merseyside geboren († 1995).

## Gestorben
- 10. Dezember – Paul Otlet, belgischer Informationspionier und Informationsvisionär stirbt 76-jährig in Brüssel.